# Andratx Live
Andratx Live från 2009 är ett livealbum med Jonas Kullhammar inspelat på Glenn Miller Café.

## Låtlista
1. Snake City Rundown (Jonas Kullhammar) – 13:14
2. Opti (Kresten Osgood) – 9:16
3. Morsan å farsan (Jonas Kullhammar) – 7:18
4. The Two-Step (Kresten Osgood) – 10:47
5. Farah (Pharoah Sanders) – 13:49
6. Attainment (Charles Brakeen) – 20;14

## Medverkande
- Jonas Kullhammar– tenorsax
- Ole Morten Vågan – bas
- Kresten Osgood – trummor